# Belvidere (Nebraska)
Belvidere je selo u američkoj saveznoj državi Nebraska. Prema popisu stanovništva iz 2010. u njemu je živjelo 48 stanovnika.